# 内森·威尔莫特
内森·威尔莫特（1979年12月13日—）是澳大利亚帆船运动员。他和他的队友马尔科姆·佩奇在470级双人艇中取得了五项世界头衔，曾在2004、2005、2007年的世錦賽上奪冠。在北京奥帆赛470级比赛中，他俩夺得冠军。
威尔莫特出身帆船世家。他的父亲参加了1984年夏季奥林匹克运动会，叔叔参加过1988年夏季奥林匹克运动会。